# Конвенция о политических правах женщины
Конвенция о политических правах женщины была одобрена Генеральной Ассамблеей Организации Объединённых Наций на 409-м пленарном заседании 20 декабря 1952 года и принята 31 марта 1953 года.
Цель Конвенции состоит в том, чтобы кодифицировать базовый международный стандарт политических прав женщин.

## Предпосылки
После Второй мировой войны многие страны всё ещё не предоставили женщинам полную политическую свободу. В 1952 году, за год до принятия Конвенции, избирательное право женщин было предоставлено менее чем в 100 странах мира.
Основной импульс для законодательства и большей части его разработки исходил от Комиссии Организации Объединённых Наций по положению женщин. Комиссия разослала опрос о политических правах женщин своим государствам-членам; полученные ответы легли в основу Конвенции.
Конвенция была принята 31 марта 1953 года.

## Обзор

### Преамбула
В преамбуле Конвенции повторяются принципы, изложенные в статье 21 Всеобщей декларации прав человека, в которой провозглашается, что все люди имеют право участвовать в управлении своей страной и пользоваться общественными услугами. Конвенция о политических правах женщины защищает это право женщин.

### Статьи
Первые три статьи Конвенции утверждают права женщин голосовать (статья I), иметь право быть избранной (II) и занимать государственные должности (III), причём каждая статья заканчивается уточнением: «на равных с мужчинами условиях, без какой-либо дискриминации». Остальные статьи охватывают механику самого законодательства, уточняя, как и когда оно вступит в силу (статьи IV—XI).

## Наследие
Конвенция вступила в силу 7 июля 1954 года. По состоянию на август 2015 года в неё входят 123 государства-участника, в том числе 122 государства-члена Организации Объединённых Наций плюс Государство Палестина.
Конвенция пошла по пути Межамериканской конвенции о предоставлении политических прав женщинам, которая стала первым международным законом на региональном уровне, защищающим равный статус женщин в осуществлении политических прав. Конвенция была первым договором в контексте Организации Объединённых Наций. Кроме того, это был второй международный договор, обязывающий государства защищать политические права граждан. Конвенция была одной из нескольких попыток Организации Объединённых Наций в послевоенный период установить стандарты недискриминации в отношении женщин; другими были Конвенция о гражданстве замужних женщин и Конвенция о согласии на брак, минимальном возрасте для вступления в брак и регистрации браков, вступившие в силу в 1958 и 1964 годах соответственно.
Права, изложенные в Конвенции, были включены в более позднюю Конвенцию о ликвидации всех форм дискриминации в отношении женщин. Эта более поздняя Конвенция, более широкое и прямое законодательство о недискриминации, была одобрена единогласно в 1967 году.